# 美山町立美山北中学校
美山町立美山北中学校（みやまちょうりつ　みやまきたちゅうがっこう）は、かつて岐阜県山県郡美山町に存在した公立中学校。
「山県市立美山北中学校」と記述されることがあるが、これは誤りである。美山北中学校が廃校になったのは、美山町廃止の日（2003年3月31日）であり、統合後の美山中学校の開校は、山県市発足の日（2003年4月1日）である。

## 概要
- 美山町北部の中学校であり、いわ桜小学校の児童が進学していた。
- 廃校後、校舎は谷合郷土研修室として使用されたが、2020年度に廃止された。グラウンドは山県市谷合運動場、プールはいわ桜小学校プールとして使用されている。

## 沿革
- 1962年（昭和37年）4月1日 - 葛原中学校、谷合中学校、北武芸中学校を統合。美山村立美山北中学校として開校する。統合校舎は無く、旧・葛原中学校を葛原分教場、旧・谷合中学校を谷合分教場、旧・北武芸中学校を北武芸分教場とする。
- 1963年（昭和38年）12月 - 統合校舎が完成。
- 1964年（昭和39年）4月1日 - 
  - 新校舎での授業を開始。各分教場を廃止。
  - 北山中学校を統合。
  - 美山村が町制施行し美山町となる。同時に美山町立美山北中学校に改称する。仲越分校を設置。
- 1970年（昭和45年）4月 - 仲越分校が仲越中学校として分立する。
- 1986年（昭和61年）3月 - 仲越中学校を統合する。
- 2003年（平成15年）3月31日 - 美山南中学校と統合。美山中学校の新設により廃校。